# 権助
権助（ごんすけ）は、架空の人物名。小僧の定吉と並ぶ、古典落語に登場する奉公人のキャラクターである。主に江戸落語で登場する。
元々「権助」という名前は個人名というより、地方出身の商家の使用人、特に飯炊きの総称で、職業名を示す普通名詞だった。落語に出てくる権助も地方から江戸に上ってきた田舎者で、奉公先で飯炊きや、下男をしている。

## プロフィール
一人称は「おら」、語尾は「～だべ」「～だんべえ」の田舎言葉である。頭がにぶく、気が利かない一方で、朴訥で辛抱強い田舎者のステレオタイプとして描かれる。まじめな性格で、主人には忠実でもあり、「奉公人が三日たたないうちに逃げ出す」という人使いの荒い主人に3年間勤め通す。言葉遣いについて小島貞二は、栃木弁や房州弁といった実在する方言をそのまま使用すると出身・在住者を不快にさせるという配慮から、「どこの地方の方言かわからないようにゴチャまぜにしてある」と記している。
落語ではしばしばドジを踏み、その対処が話の中心となる。同じようにドジを踏む与太郎との違いは、権助はその真面目さから融通が利かずドジを踏むのに対して与太郎はその不真面目さから手を抜いてドジを踏む。

## 主な登場作品
- 『権助芝居』[1]:芝居の代役を頼まれ、おかしな演技で大暴れ。
- 『権助魚』[5]:浮気をしている主に意見をするが、結局は浮気の片棒を担がされてしまう。
- 『権助提灯』[5]:浮気旦那の提灯持ちを勤める。
- 『蒟蒻問答』[5]:八五郎と競演。八五郎が坊主を勤めることになったお寺の下男を勤める。
- 『しの字嫌い』[3]:権助の無神経な性格を矯正しようと思い立った、岩田の隠居と知恵比べ。
- 『化け物使い』[5]:凄まじく人使いの荒い隠居のところへ奉公する。
- 『一つ穴』[5]:旦那の浮気を疑う奥方から監視役を言いつかる。浮気を発見して報告すると、激昂した奥方に、修羅場への同行を命令される。
- 『木乃伊取り』[5]:遊郭に入り浸って帰ってこない若旦那を、権助が連れもどしに行く。
- 『和歌三神』[5]:主と雪見に出かける。
- 『王子の幇間』[6]:幇間の平助に隠しておきたかった過去を暴露され、思わず奴さんの頭をポカポカと叩く。
- 『かつぎや』[5]:非常に極端な「縁起担ぎ」である旦那に、物騒な事ばかり連呼して怒らせてしまう。
- 『宗論』[5]:「浄土真宗」の信者である主と、「キリスト教」信者である若旦那の親子喧嘩に割って入る。
- 『味噌蔵』[5]:「ケチの標本」のような赤螺屋（あかにしや）ケチ兵衛という人に仕えている。